# Horw
Horw é uma comuna da Suíça, no Cantão Lucerna, com cerca de 12.278 habitantes. Estende-se por uma área de 20,43 km², de densidade populacional de 601 hab/km². Confina com as seguintes comunas: Hergiswil (NW), Kriens, Lucerna (Luzern), Meggen, Stansstad (NW).
A língua oficial nesta comuna é o Alemão.

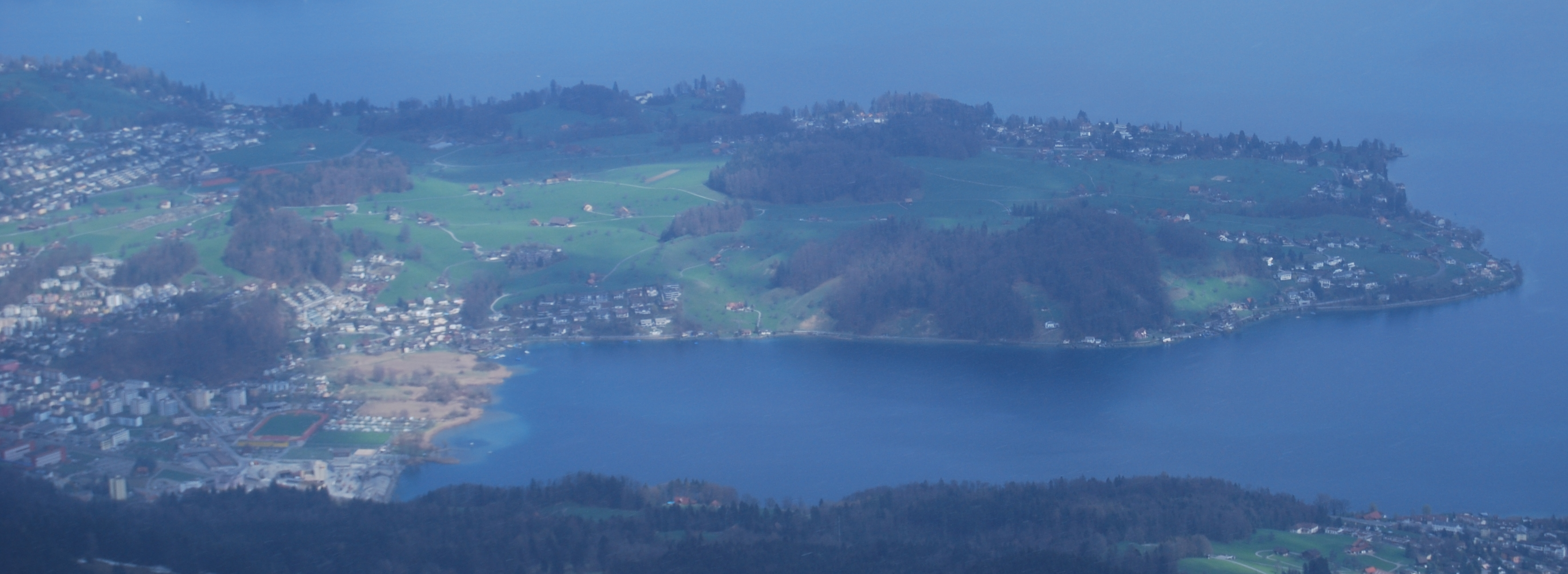
Horw.